# 富士山登頂証明書
富士山登頂証明書（ふじさんとうちょうしょうめいしょ）は、山梨県が公認し、公益社団法人やまなし観光推進機構が発行する、富士山への登頂を証明する証明書である。

## 概要
オンラインで、登頂の証拠となる写真を添付して申請する。過去の登頂でも写真があれば発行が可能。発行は有料である。証明書には、社団法人やまなし観光推進機構の会長である山梨県知事の署名が記され、同機構の会長印が捺印されている。同機構では、登頂しなかった登山者に対して富士山来訪記念状（以前は富士山登山記念状）の発行も行っている。

## その他の登頂証明書
下記以外にも各登山口や山小屋で登頂証明書を配布している場合がある。

### 登山証明書
富士山頂郵便局で販売している。英文と和文があり、クリアファイルとのセットになっている。以前は富士山登頂記録（富士山登頂証）も販売していた。

### 富士山登山認定書
富士吉田市が発行している。吉田口登山道を麓から徒歩で登った人に対する証明書である。吉田口一合目手前の馬返し（1,450m）の富士山お休み処（大文司屋）にて申請書を入手、時間外の場合は大文司屋の写真を撮る、あるいは馬返しにあるQRコードもしくはURLを読み取ってWeb申請し、頂上で撮影した登頂の証拠となる写真を持って引換所に行く、あるいは郵送で発行を申し込むことができる。受付はシーズン中だけである。

### 富士山登頂証明書
山と溪谷社が頂上の扇屋とコラボすることで発行しているWeb限定の証明書。扇屋入口にあるQRコードもしくはURLを読み取ることで発行できる。